# Feliks Krassowski
Feliks Krassowski herbu Ślepowron – sekretarz królewski w 1589 roku, pisarz Metryki Koronnej kancelarii mniejszej, doktor filozofii i obojga praw.

## Życiorys
Studiował na Uniwersytecie Krakowskim w latach 1584-1590, gdzie został doktorem filozofii. Studiował w Ingolstadt w latach 1591-1594 i na Uniwersytecie w Padwie w 1595 roku. Studiował w Rzymie, gdzie został doktorem obojga praw.